# フランソワーズ・イップ
フランソワーズ・イップ（Francoise Yip、1972年9月4日 - ）は、カナダのノースバンクーバー出身の女優。 中国人の父とフランス系カナダ人の母との間に生まれたハーフ。 中国語での女優名は葉 芳華 （Yip Fong-Wah）。 身長175cm。 特技はピアノとダンス。

## 主な出演作品

### 映画
- Two Impossible Films （1995年、ショートムービー）
- レッド・ブロンクス （1995年、香港映画、原題「紅番區」） ナンシー役
- 孽恋 （1995年、香港映画、英語題「Infatuation」）
- 狂野三千响 （1996年、香港映画、英語題「Wild」）
- 玩火 （1996年、香港映画、英語題「On Fire」）
- 孟波 （1996年、香港映画、英語題「Mr. Mumble」）
- 運財五福星 （1996年、香港映画、英語題「How to Meet the Lucky Stars」）
- ブラック・マスク （1996年、香港映画、原題「黒侠」）
- 歡樂今宵 （1997年、香港映画、英語題「Enjoy Yourself Tonight」）
- 十五億殺人網絡 （1997年、香港映画、英語題「Web of Deception」）
- デス・ゲーム2025 （1998年、アメリカ映画）
- Seven Days （1998年）
- ロミオ・マスト・ダイ （2000年、アメリカ映画）
- A Good Burn （2000年、カナダ映画） プロデュースも担当
- The Pledge （2001年）
- WOLF LAKE （2001年、アメリカ映画）
- Mindstorm （2001年、カナダ映画）
- ランチ・ウィズ・チャールズ （2001年、香港・カナダ合作映画）
- バトル・ブレイク （2001年、カナダ映画）
- Queen's Messenger 2 （2001年、カナダ映画）
- アローン・イン・ザ・ダーク （2004年、アメリカ映画）
- ブレイド3 （2004年、アメリカ映画）
- 陰謀のターゲット （2005年、カナダ・アメリカ合作映画）
- F.R.A.T. 戦慄の武装警察 （2005年、アメリカ映画）
- AVP2 エイリアンズVS.プレデター （2007年）
- シャオ夫人のお葬式大作戦! （2008年、カナダ・アメリカ合作映画、原題「Dim Sum Funeral」）
- Motherland （2009年）
- ザ・キング・オブ・ファイターズ （2009年、アメリカ映画）
- ザ・プレデター （2018年、アメリカ映画）

### テレビドラマ
- FIGHTING FOR MY DAUGHTER （1995年）
- EARTH　「FINAL CONFLICT」 （1997年）
- ミレニアム （1998年）
- FREEDOM （2000年）
- ロボコップ プライム・ディレクティヴ （2000年）
- アンドロメダ
  - 「Home Fires」 （2001年）
  - 「One More Day's Light」 （2005年）
- シークレット・エージェント・マン　「WhupSumAss」 （2000年）
- CABIN PRESSURE （2001年）
- Flatland （2002年）
- The New Beachcombers （2002年）
- Jeremiah
  - 「The Face in the Mirror」 （2003年）
  - 「Voices in the Dark」 （2003年）
- ヤング・スーパーマン
  - 「Phoenix」 （2003年）
  - 「Velocity」 （2004年）
  - 「Obsession」 （2004年）
  - 「Resurrection」 （2004年）
  - 「Crisis」 （2004年）
- デッド・ゾーン （2004年）
- A Beachcombers Christmas （2004年）
- Men in Trees　「Pilot」 （2006年）
- Flash Gordon　「Conspiracy Theory」 （2007年）
- ブラッド・タイズ （2007年 - 2008年）
- FRINGE/フリンジ シーズン3 （2010 - 2011年）
- サンクチュアリ シーズン3 （2010年 - 2011年）

## プロデュース作品

### 映画
- A Good Burn （2000年、カナダ映画） 女優として出演もしている。

## 備考
多くのサイトに、1984年の香港映画『新Mr.Boo!鉄板焼』に出演しているというデータや、2003年の香港のテレビドラマ『Find The Light』のオープニングテーマを歌っているというデータなどが見られるが、これらは全て、名前の似たフランシス・イップ（Frances Yip、葉麗儀）との混同による誤りである。 フランソワーズ・イップは歌手活動をしておらず、女優デビューしたのも1995年である。